# Среднесловацкий диалект

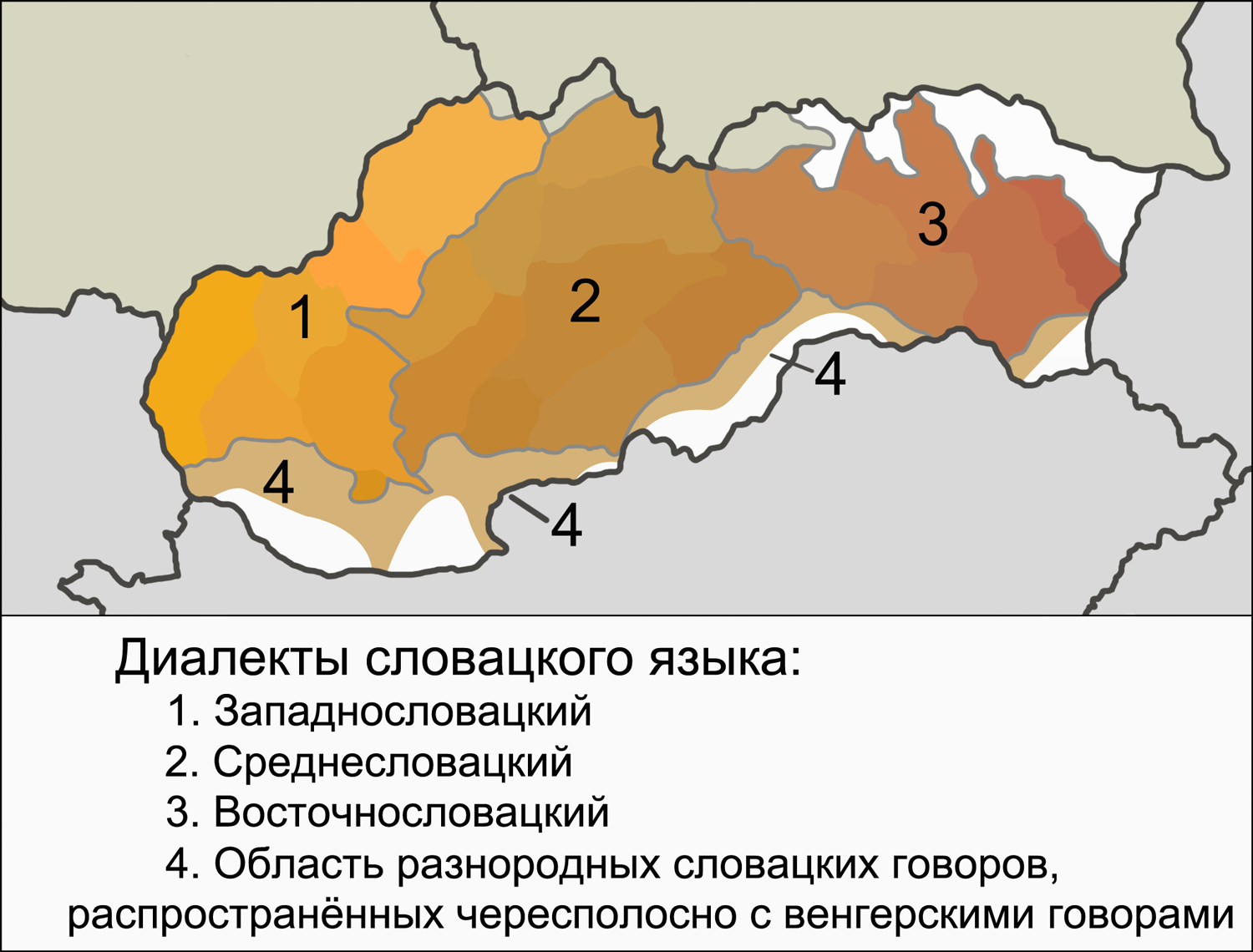
Среднесловацкий диалект на карте диалектов словацкого языка

Среднеслова́цкий диале́кт (среднесловацкая диалектная группа, центральнословацкий диалект) (словац. stredoslovenský dialekt, makroareál stredoslovenských nárečí, stredoslovenské nárečia, stredná slovenčina, stredoslovenčina) — диалект словацкого языка, распространённый в центральной части словацкого языкового ареала. Входит в число трёх основных традиционно выделяемых словацких диалектов наряду со западнословацким и восточнословацким, образующих вместе единый диалектный континуум. Ареал среднесловацкого диалекта или среднесловацкой диалектной группы делится на несколько регионов, которым присущ ряд языковых различий. К ним относят липтовский, оравский, зволенский, тековский, новоградский, гемерский и другие диалектные регионы. Языковые черты, характерные для среднесловацкого диалекта, чаще черт других диалектов встречаются в говорах за пределами Словакии — в Венгрии и на Балканах.
Для среднесловацкого диалекта характерны такие важные для словацкой диалектологии черты, относящиеся главным образом к фонетике и морфологии, как наличие raT-, laT- на месте праславянских сочетаний *orT-, *olT- не под акутовым ударением; наличие на месте исконного носового ę после губных согласных гласной /ä/ (в кратком слоге) и дифтонга /ɪ̯a/ (в долгом слоге); инициальное ударение (всегда падающее на первый слог); наличие наряду с долгими гласными дифтонгов; распространение окончаний -ɪ̯a, -ovɪ̯a одушевлённых существительных мужского рода в форме именительного падежа множественного числа и т. д.
Среднесловацкий диалект является основой, на которой сформировался современный словацкий литературный язык.

## Словацкий литературный язык
Диалектные черты среднесловацкого диалекта в XVI—XVIII веках легли в основу среднесловацкого культурного интердиалекта, который в свою очередь стал исходной базой современного словацкого литературного языка, кодифицированного и распространённого в Словакии в середине XIX века усилиями Л. Штура, Й. М. Гурбана и М. Годжи. Более близкий живой народно-разговорной речи словаков, литературный язык «среднесловацкого типа» вытеснил литературный язык, кодифицированный во второй половине XVIII века А. Бернолаком на основе западнословацкого культурного интердиалекта — бернолаковщину. Вследствие того, что в основу литературного языка легли черты прежде всего среднесловацкого диалекта, значительная часть языковых черт среднесловацких говоров совпадает с чертами стандарта словацкого языка, в то же время имеется ряд диалектных явлений центральной Словакии, не представленных в литературной норме.

## Классификация
Согласно статье «Словацкий язык» в издании «Языки мира: Славянские языки» в состав среднесловацкой диалектной группы включают следующие группы говоров:

| - Липтовские говоры, - Оравские говоры, - Турчанские говоры, - Верхненитранские говоры, - Зволенские говоры, - Тековские говоры, - Гонтянские говоры, | - Новоградские говоры, - Модрокаменские говоры, - Ипельские говоры, - Западногемерские говоры, - Среднегемерские говоры, - Восточногемерские говоры, - Верхнегронские говоры. |

На интернет-сайте Slovake.eu, посвящённом словацкому языку, приводятся следующие среднесловацкие говоры:
- Липтовские говоры (словац. liptovské nárečia),
- Оравские говоры (oravské nárečia),
- Турчанские говоры (turčianske nárečie),
- Верхненитранские говоры (hornonitrianske nárečia),
- Зволенские говоры (zvolenské nárečia),
- Тековские говоры (tekovské nárečia),
- Гонтянские говоры (hontianske nárečie),
- Новоградские говоры (novohradské nárečia),
- Гемерские говоры (gemerské nárečia).

В ряде классификаций словацких диалектов среднесловацкие говоры разделяются на два ареала — северо-западный и юго-восточный:
- Северо-западные среднесловацкие говоры (оравские, липтовские, турчанские, верхненитранские и тековские говоры),
- Юго-восточные среднесловацкие говоры (зволенские, гонтянские, новоградские и гемерские говоры).

Кроме перечисленных выше групп говоров в среднесловацком диалектном ареале могут выделяться также некоторые мелкие группы говоров (включая говоры переходного характера):
- Прьевидзские говоры (prievidzské nárečie) в ареале верхненитранской группы говоров,
- Житавские говоры (žitavské nárečie) в ареале тековской группы говоров,
- Детвинские говоры (detvianske nárečie) в ареале зволенской группы говоров,
- Гонтянско-новоградские (hontiansko-novohradské nárečie), модрокаменские (modrokamenské nárečie), средненовоградские (stredonovohradské nárečie) и ипельские (ipeľské nárečie) говоры в ареале новоградской группы говоров,
- Западногемерские (západogemerské nárečie), среднегемерские (stredogemerské nárečie), восточногемерские (východogemerské nárečie) и верхнегронские (horehronské nárečie) говоры в ареале гемерской группы говоров.

## Область распространения
Говоры среднесловацкого диалекта распространены в центральной Словакии на большей части территории Банскобистрицкого (исключая его южные и юго-восточные районы) и Жилинского (исключая его северо-западные районы) краёв, на юго-востоке Тренчинского края и на северо-востоке Нитранского края.
На западе и северо-западе среднесловацкие говоры граничат с говорами западнословацкого диалекта — кисуцкими, верхнетренчинскими, нижнетренчинскими, поважскими и средненитранскими, на севере — с малопольскими говорами гуралей — живецким, оравским и подгальским. С востока к среднесловацким говорам примыкают спишские говоры восточнословацкого диалекта, а с юга и юго-востока — область словацких диалектно разнородных говоров и область распространения венгерского языка.

## История

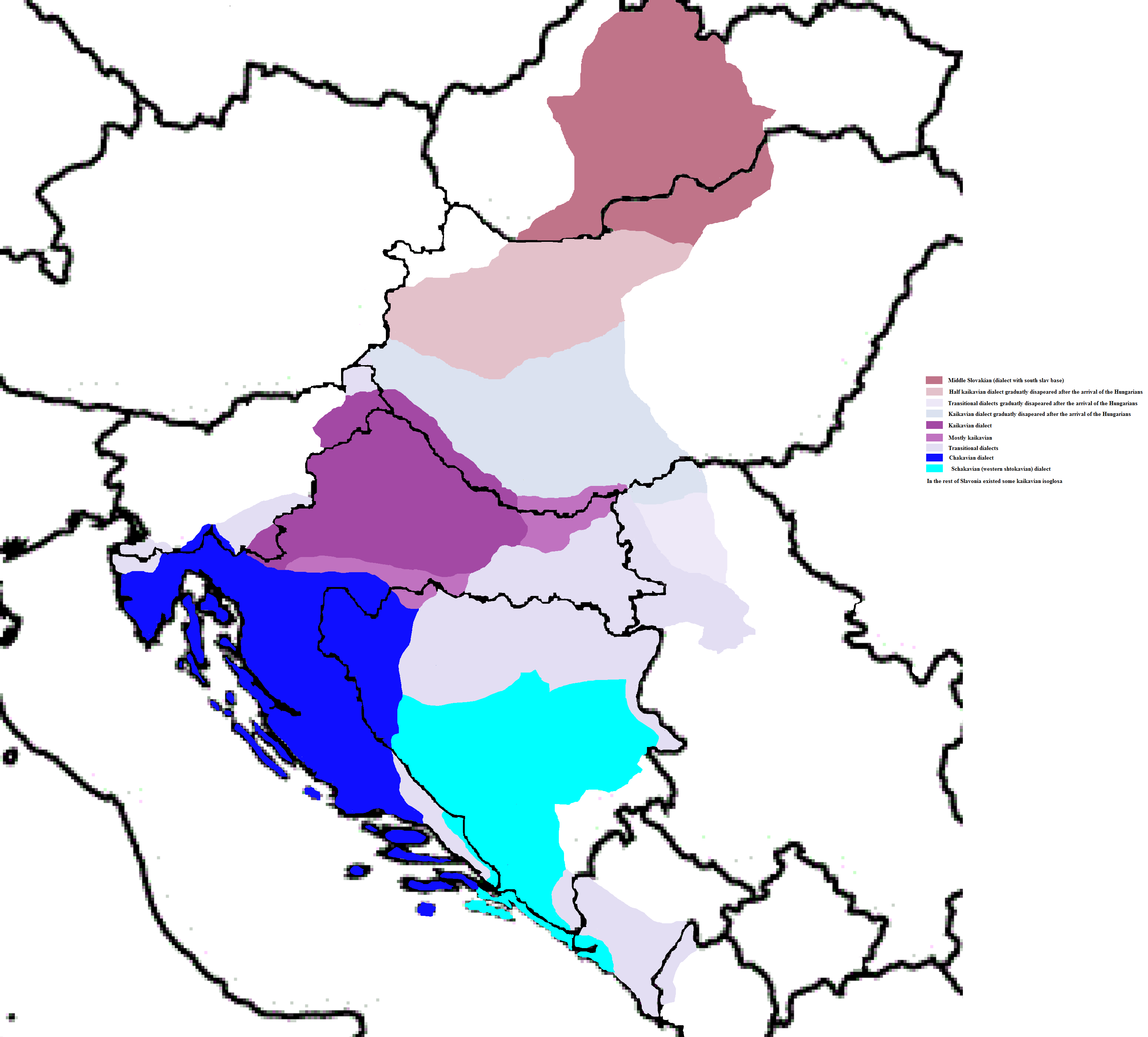
Южнославянский диалектный континуум, предположительно существовавший в Паннонии до XX века
среднесловацкий диалект
кайкавский диалект
чакавский диалект

Формирование диалектных особенностей среднесловацкого диалекта связано с историческим процессом образования и развития
словацкого этноса и словацкого языка, сложившегося из разнородных в генетическом отношении славянских диалектов. Говоры, на основе которых сформировался среднесловацкий диалект, изначально имели разного рода отличия от других, соседних с ними, славянских говоров. Ряд дифференцирующих признаков современных словацких диалектов восходят уже к VI—VII векам (задолго до образования словацкого этноса и языка), к ним относятся, в частности, среднесловацкое изменение групп *orT-, *olT- не под акутовым ударением в raT-, laT-, изменение *x по второй палатализации в s или š и другие признаки. В VIII—IX веках древние среднесловацкие говоры переживают процесс интеграции с другими группами словацких говоров — многие языковые процессы в них протекали одинаково (часть из них при этом была схожа с языковыми процессами в других западнославянских диалектах) — например, сохранение сочетаний *kv-, *gv- в начале слова перед *ě; отсутствие l эпентетического после губных согласных p, b, m, v на стыке морфем на месте праславянских сочетаний губного с *j; изменение праславянских сочетаний *tj, *dj в свистящие согласные c, dz и т. д. С X века отмечаются фонетические и морфологические изменения как объединяющие среднесловацкий с другими словацкими диалектами (и вместе с тем выделяющие словацкий язык среди других западнославянских языков), так и разделяющие его с ними. К XVI веку основные диалектные отличия среднесловацкой от западнословацкой и восточнословацкой диалектных групп были уже вполне чётко определены.
В целом среднесловацкие говоры обособляются от остального ареала чешско-словацкой языковой подгруппы наличием так называемых «южнославизмов» — утрата группы -dl- (šilo «шило»), изменение х > s в позиции второй палатализации (mních «монах» — mnísi, strecha «крыша» — na strese), сочетания raT-, laT- из *orT, *olT (lakeť «локоть», rást «рост»), что даёт основания для различных гипотез о происхождении среднесловацкого диалекта. В частности, к ним относят предположение о миграции предков носителей среднесловацкого диалекта из южнославянской диалектной области в праславянский период; предположение о сохранившейся части говоров (из которых сформировался современный среднесловацкий диалект) ныне не существующего славянского диалекта на Дунае (на территории современной Венгрии), к которому примыкала южнославянская диалектная область; предположение о независимом появлении языковых черт, сходных с южнославянскими, в среднесловацком ареале в позднее Средневековье и т. д.
На формирование ряда признаков среднесловацкого диалекта и различных говоров в его составе значительное влияние оказало обособление словацкого населения в течение длительного времени в пределах разных административных единиц феодального Венгерского королевства. Кроме того особенности среднесловацкого диалекта образовывались под влиянием внешнеязыковых контактов. Появление в среднесловацком ареале (в районах наиболее массовой немецкой колонизации) так называемых «твёрдых говоров» (с отвердевшими парными мягкими согласными) и «мягких говоров» (с последовательно реализующимися как мягкие перед гласными переднего ряда любого происхождения парными мягкими согласными) произошло, вероятно, в результате воздействия немецкой фонетики.

## Особенности диалекта
Говоры среднесловацкого диалекта характеризуются следующими фонетическими и морфологическими диалектными особенностями:

### Фонетика
1. Наличие на месте праславянских сочетаний *orT-, *olT- не под акутовым ударением raT-, laT-: laket’ «локоть», rakita «ракита», rast’iem «я расту», lan’i «в прошлом году» и т. п. Данные сочетания противопоставляются сочетаниям roT-, loT- (из *orT-, *olT-) в западнословацком и восточнословацком диалектах. Изменения в raT-, laT- произошли также в южнославянских языках.
2. Вокализация редуцированных в сильной позиции с образованием на месте ь гласных /e/, /o/: pes «пёс», deň «день», ovos «овёс», orol «орёл» и т. п.; на месте ъ гласных /e/, /o/, /a/: ten «этот»/«тот», statok «скот», doska/daska «доска», mox/max «мох», raž/rož «рожь» и т. п. В западнословацком (более последовательно) и восточнословацком (менее последовательно) диалектах на месте редуцированных представлена гласная /e/.
3. Наличие дифтонгов /ɪ̯a/, /ɪ̯e/, /u̯o/, /ɪ̯u/ наряду с долгими гласными: vɪ̯azat’ «вязать», «связывать», hňɪ̯ezdo «гнездо», ku̯oň «конь», cudzɪ̯u «чужую». В большинстве говоров западнословацкого диалекта дифтонги отсутствуют, на их месте выступают долгие гласные /ā/, /ē/, /ō/ или /ī/, /ū/, в говорах восточнословацкого диалекта отмечается отсутствие долгих гласных.
4. Наличие гласной /ä/ (в кратком слоге) и дифтонга /ɪ̯a/ (в долгом слоге) на месте носового ę после губных согласных, как и в литературном языке: d’evät’ «девять», mäso «мясо», pät’ «пять»; d’evɪ̯ati «девятый», pamɪ̯atka «память», «памятник», pɪ̯atok «пятница». В отличие от литературного языка в среднесловацких говорах /ä/ произносится также и после /k’/, /g’/ и других согласных: gäti «штаны», ukäzovat’ «показывать», käčka «утка», nigd’äl’ «никогда», zarābät’ «зарабатывать», stavät’ «ставить», oťäl’ «оттуда». В западнословацком диалекте в этой же позиции отмечаются гласные /a/ (в кратком слоге) и /ā/ (в долгом слоге); в восточнословацком — /e/ (в кратком слоге) и /ɪ̯a/ (в долгом слоге).
5. Наличие закона ритмического сокращения слога (по которому в слове не могут следовать друг за другом два слога с долгими гласными), реализующегося более последовательно, чем в литературном языке: krāsni «красивый», krāsna, krāsno, но peknī «красивый», «хороший», peknā, peknu̯o; pīlim «я пилю», dāvam «я даю», но robīm «я работаю», volām «я зову»; xvāl’a «они хвалят», но robɪ̯a «они работают». Данный закон не действует в западнословацком диалекте (krāsnā, dāvām, xvālīm «я хвалю» и т. п.).
6. Наличие билабиального [u̯] на месте конечного -l в основной форме глагола прошедшего времени мужского рода единственного числа: dau̯ «дал», mau̯ «имел», bou̯ «был» и т. п.
7. Наличие согласного /l/ на месте праславянских сочетаний *dl, *tl: salo «сало», šilo «шило», omelo «помело» и т. п. В говорах западнословацкого диалекта на месте сочетания -dl- возможно произношение сдвоенного /-ll-/: sallo, šillo и т. п. Отсутствие сочетаний dl, tl выделяет среднесловацкий диалект среди остальных диалектов и языков западнославянского ареала.
8. Произношение [u̯] в закрытом слоге и в конце слова на месте /v/: dāu̯no «давно», sliu̯ka «слива», prau̯da «правда», mrkeu̯ «морковь», bratou̯ «братов» и т. п. В западнословацком и восточнословацком диалектах в конце слова и перед глухой согласной v оглушается: ocōf «отцов», d’ifka, dzīfka «девушка» и т. п.
9. Изменение группы согласных /šč/ в /št’/: ešt’e «ещё», št’edrī «щедрый», št’asnī «счастливый» и т. п. В большинстве западнословацких говоров группа /šč/ сохранилась: ešče «ещё», ščedrī «щедрый», ščasnī «счастливый» и т. п.
10. Говоры среднесловацкого диалекта характеризуются наличием мягких согласных /d’/, /t’/, /l’/, /n’/ перед гласными /e/, /i/ и дифтонгами /ɪ̯a/, /ɪ̯e/, /ɪ̯u/: na d’ed’in’e «в деревне», d’et’i «дети», l’iat’ «лить», l’en’ivī «ленивый», kon’ɪ̯ec «конец», d’ɪ̯era «дыра» и т. п. Как исключение твёрдые согласные употребляются в таких словах, как jeden «один», ten «этот» и в некоторых других словах.
11. Инициальное ударение (на первом слоге), как и в западнословацком диалекте. Для восточнословацкого диалекта характерно наличие парокситонического ударения (на предпоследнем слоге).

### Морфология
1. Распространение окончания -ɪ̯a, -e у существительных среднего рода в форме именительного падежа единственного числа: znamen’ɪ̯a «знак», zdravɪ̯a «здоровье», pol’e «поле», more «море», vajce «яйцо» и т. п. В западнословацком диалекте в этой же позиции отмечается окончание -o, в восточнословацком — окончания -o, -e.
2. Распространение у существительных женского рода в форме творительного падежа единственного числа окончания -ou̯: s tou̯ dobrou̯ ženou̯ «с этой доброй женщиной». Для западнословацких говоров характерно наличие окончания -ú/-u (s tū dobrū ženū/s tu dobru ženu), в говорах восточнословацкого диалекта отмечается окончание -u (zo ženu «с женщиной»).
3. Наличие окончаний -ɪ̯a, -ovɪ̯a у одушевлённых существительных мужского рода в форме именительного падежа множественного числа: sinovɪ̯a «сыновья», brat’ɪ̯a «братья», priat’el’ɪ̯a «друзья» и т. п. Для западнословацких говоров характерны окончания -é, -ové или (в говорах с дифтонгами) -ie, -ovie (sinovē/sinovie).
4. Распространение окончания -u у существительных мужского рода в форме родительного падежа единственного числа типа hrdina: gazdu «хозяина», baču «чабана», «овчара» и т. п. В восточнословацких говорах распространено окончание -i: gazdi, bači и т. п.
5. Распространение окончания -u̯o у прилагательных среднего рода в форме именительного падежа единственного числа: dobru̯o «доброе», «хорошее», peknu̯o «красивое», «хорошее» и т. п.
6. Наличие в местном падеже единственного числа прилагательных мужского и среднего рода окончания -om: o dobrom «о добром», «о хорошем», o zdravom «о здоровом» и т. п. В западнословацком диалекте данные формы прилагательных имеют окончание -ém (o dobrēm).
7. Наличие у глагола byt’ «быть» в 3-м лице множественного числа настоящего времени формы sa: on’i sa «они есть».
8. Употребление в окончаниях глагольных форм настоящего времени и инфинитива дифтонга: berɪ̯em «я беру», ved’ɪ̯em «я знаю», ved’ɪ̯et’ «знать» и т. п. В говорах западнословацкого диалекта отмечаются окончания без долготы гласного: pečem «я пеку», ňesem «я несу», vedet и т. п.

### Сравнение с литературным языком
В связи с тем, что словацкая литературная норма основана на говорах среднесловацкого диалекта, многие языковые черты этого диалекта представлены в литературном языке. Между тем по ряду языковых особенностей среднесловацкие говоры противопоставлены стандартному языку. К таким языковым особенностям в частности относятся:
1. Наличие согласного /l/ на месте сочетаний *dl, *tl (salo «сало», šilo «шило», omelo «помело») соответствующее сохранившимся сочетаниям dl, tl (sadlo, šidlo, ometlo) в литературном языке.
2. Изменение конечного -l в основной форме глагола прошедшего времени мужского рода единственного числа в [u̯] (dau̯ «дал», mau̯ «имел», bou̯ «был») противопоставленное отсутствию данного изменения в литературном языке: dal, mal, bol.
3. Сравнительно широкое распространение фонемы /ä/ в среднесловацком диалекте противопоставленное её редкому употреблению в современном литературном языке — фонема /ä/ в речи большинства словаков совпадает с /e/, употребление /ä/ характерно прежде всего для устаревшего стиля книжного языка.
4. Более последовательная чем в литературном языке реализация закона ритмического сокращения слога.
5. Форма sa от глагола byt’ «быть» в 3-м лице множественного числа соответствующая литературной форме sú (распространённой в западнословацких говорах).
6. Наличие окончания -u̯o у прилагательных среднего рода в форме именительного падежа единственного числа и другие языковые черты.